# سیاه‌توکای هندی
سیاه‌توکای هندی (نام علمی: Turdus simillimus) عضوی از خانواده توکایاناست. در گذشته زیرگونه‌ای از سیاه‌توکای معمولی در نظر گرفته می‌شد. تنها در هند و سری‌لانکا یافت می‌شود. زیرگونه‌های بسیاری از شبه قاره هند، simillimus, nigropileus, bourdilloni و spencei، کوچک هستند، تنها ۱۹–۲۰ سانتیمتر (۷٫۵–۷٫۹ اینچ) طول دارند و دارای حلقه‌های چشمی پهن هستند. آنها همچنین در نسبت، فرمول بال، رنگ تخم و صدا با سیاه‌توکای معمولی متفاوت هستند.